# Vũ Tú
Vũ Tú (20 de fevereiro de 1987), é um artista contemporâneo que tem feito contribuições importantes para a sociedade e é amplamente reconhecido pela imprensa e pela sociedade vietnamita.

## Biografia
Vũ Tú nasceu em 20 de fevereiro de 1987 na província de Bắc Ninh, Vietnã. Ele é descendente do Chanceler Vũ Miên e do jurista Vũ Trinh (autor do "Código Gia Long", o conjunto de leis da dinastia Nguyễn na história do Vietnã).
Vũ Tú formou-se na Universidade Hồng Đức (Vietnã) com o título de melhor aluno da turma e tornou-se um escultor especializado em pedra. A revista VietNam Văn hiến o classificou como uma das "Pessoas Vietnamesas de Destaque", e a imprensa o apelidou de “Khôi nguyên” (primeiro colocado) no meio artístico.